# Myrkskog
A Myrkskog norvég death metal együttes. 1993-ban alakultak meg Drammenben. Alapító tagjai Destructhor és Secthdhamon, akik korábban a Zyklonban játszottak. Legelső nagylemezükön még black metallal kevert death metalt (blackened death metal) játszottak, később már csak "sima" death metalt. Lemezeiket a Candlelight Records kiadó jelenteti meg. Destructhor 2008-ban csatlakozott a Morbid Angelhöz is.

## Tagok
- Destructhor - éneklés (2001–), gitár (1993–)
- Secthdhamon - gitár, háttér-éneklés (1996–1997, 2013–), dobok (1997–2013)
- Gortheon - basszusgitár (2001–)
- Dominator - dobok (2013–, koncerteken)

## Diszkográfia
- 1995 - Ode til Norge (demó)
- 1998 - Apocalyptic Psychotica - The Murder Tapes (demó)
- 2000 - Deathmachine (stúdióalbum)
- 2002 - Superior Massacre (stúdióalbum)